# Черновское сельское поселение (Крым)
Черновское се́льское поселе́ние (укр. Черновське сільське поселення, крымскотат. Черново кой юрту, Çernovo köy yurtu) — муниципальное образование в составе Первомайского района Республики Крым России.

## География
Поселение расположено на востоке района, в степном Крыму, у границы с Красногвардейским районом. Граничит на западе с Войковским, на севере с Гвардейским и на юге со Стахановским сельскими поселениями.
Площадь поселения 103,25 км².
Основная транспортная магистраль: автодорога 35Н-402 Войково — Черново — Свердловское (по украинской классификации — С-0-11017).

## Население
| 2001  | 2014  | 2015  | 2016  | 2017  | 2018  | 2019  |
| ----- | ----- | ----- | ----- | ----- | ----- | ----- |
| 1632  | ↘1378 | ↗1381 | ↘1378 | ↘1358 | ↘1336 | ↘1316 |
| 2020  | 2021  |       |       |       |       |       |
| ↘1293 | ↗1332 |       |       |       |       |       |

## Состав сельского поселения
Поселение включает 3 населённых пункта:
| № | Населённый пункт | Тип населённого пункта | Население на 2014 год |
| - | ---------------- | ---------------------- | --------------------- |
| 1 | Черново          | село, центр            | ↘843                  |
| 2 | Каштановка       | село                   | ↘332                  |
| 3 | Свердловское     | село                   | ↘203                  |

## История
В 1984 году был образован Черновский сельский совет выделением сёл из Войковского совета. С 12 февраля 1991 года сельсовет в восстановленной Крымской АССР, 26 февраля 1992 года переименованной в Автономную Республику Крым. С 21 марта 2014 года в составе Крыма аннексировано Россией. Законом «Об установлении границ муниципальных образований и статусе муниципальных образований в Республике Крым» от 4 июня 2014 года территория административной единицы была объявлена муниципальным образованием со статусом сельского поселения.